# 塔喇海台吉
塔喇海台吉（?—?），明朝蒙古贵族，達延汗之孫，巴爾斯博羅特第七子，衮必里克墨尔根、俺答汗、兀慎打儿罕剌布台吉、昆都力哈、那林台吉、博迪达喇鄂特罕台吉的弟弟，汉文史籍又作那竹台吉。
塔喇海台吉幼年的时候就去世，没有分给他份地、领地，他也没有后嗣。